# Willem Keijzer

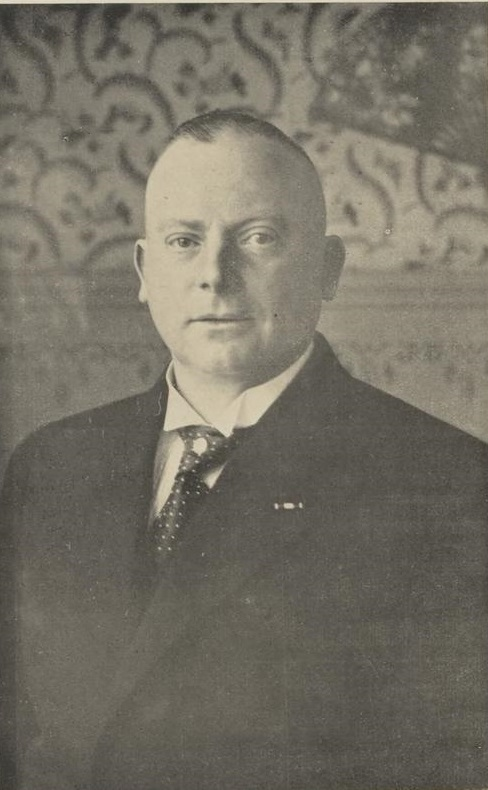
W.J.H.J.M. Keijzer

Wilhelmus Joannes Henricus Josephus Maria (Willem) Keijzer ('s-Hertogenbosch, 8 september 1884 — Voorburg, 27 april 1940) was een Nederlands bestuurder. Hij was namens de RKSP burgemeester van Berghem, Stompwijk, Veur en tot aan zijn overlijden van Leidschendam.

## Levensloop
Na zijn opleiding tot officier bij de landmacht ging Keijzer aan de slag als volontair bij de gemeente Berkel-Enschot. Na het behalen van zijn diploma tot gemeentesecretaris werd hij in 1912 in een roerige periode burgemeester en secretaris van Berghem. In de negen jaar dat hij het hoofd der gemeente was bracht Keijzer de rust terug in de plaats. Vanwege zijn diensten voor opvang van Oostenrijkse kinderen tijdens de oorlog ontving hij na de oorlog het ereteken voor Verdienste voor het Rode Kruis.
In 1920 werd Keijzer aangesteld als burgemeester van beide buurdorpen Stompwijk en Veur. Hij was betrokken bij de uitbreiding en modernisering van beide plaatsten en later bij de samenvoeging van beide gemeenten tot de nieuwe gemeente Leidschendam, waarvan hij in 1938 de burgemeester werd. Na een kort ziekbed overleed Willem Keijzer op 55-jarige leeftijd in het MCH Antoniushove. De Burgemeester Keijzerlaan in het huidige Leidschendam-Voorburg is naar hem vernoemd.